# Geovani Krenak
Geovani Krenak é um ativista indígena do povo Krenak, localizado no leste do estado de Minas Gerais, Brasil. Ele luta pela justiça socioambiental para seu povo afetado por inúmeros violações de direitos humanos, principalmente após o crime-desastre de Fundão em 2015. Atualmente, é representante no legislativo municipal de Resplendor -MG

## Povo Krenak
Geovani Krenak faz parte do grupo indígena conhecido como Krenak, que é encontrado nos estados brasileiros de Minas Gerais, Mato Grosso e São Paulo. No último século, o povo Krenak foi maltratado no Brasil pelo seu governo, tendo sido empurrado para regiões específicas e forçado a se estabelecer neles. A população do povo Krenak pertence ao grupo linguístico do Macro-Jê. No entanto, as gerações mais jovens são hoje em sua maioria falantes de português e tem havido esforços para incentivá-los a aprender a falar também sua língua nativa Borun. Em Minas Gerais, vivem no Rio Doce e o utilizam para tomar banho, para conseguir sua comida que consiste em pescar, assim como para ter cerimônias tradicionais ou com a água dele.

## Evento importante
Em 5 de novembro de 2015, a barragem de Fundão, propriedade da mineradora Samarco, rompeu e soltou uma grande quantidade de resíduos e produtos químicos que entravam no Rio Doce. Esse evento afetou muitos lugares que estavam na represa no momento da ruptura. Também causou a morte de dezenove pessoas. Essa ruptura levou à contaminação do rio e fez com que ele afetasse a vida dos povos indígenas Krenak, que passam grande parte do tempo utilizando sua água para coisas diárias. Essa água também fazia parte de suas práticas espirituais e o rompimento da barragem fez com que isso não fosse possível, interrompendo essas práticas e não permitindo que o povo Krenak continuasse com as suas práticas culturais.
Depois disso, o povo Krenak protestou a poluição que contaminou o rio fechando as ferrovias. O rompimento da barragem foi considerada a maior tragédia a ocorrer no Brasil e a população indígena tem trabalhado para conseguir justiça desde então.

## Ativismo
Em 2017, Geovani Krenak participou da Conferência do Clima e denunciou as consequ^encias nefastas do ropimento da Barragem de Fundão. 
Em 2018, a France Libertés-Foundation uniu-se à tribo Krenak para se mobilizar contra as empresas de mineração responsáveis pela tragédia e, por extensão, contra as autoridades brasileiras que estão ajudando a encobrir tudo. Eles formaram o movimento "Justice for Krenak"  Geovani Krenak está na vanguarda desse movimento. Ele também participou da Cúpula Mundial dos Defensores dos Direitos Humanos. 

## Honras, condecorações, prêmios e distinções
Em 2018, Geovani Krenak recebeu o prêmio France Libertés-Fundação Danielle Mitterrand por seu ativismo em torno da campanha “Justice for Krenak”. Ele dedicou o prêmio às tribos que estão lutando pela justiça. 